# Зотов Михайло Семенович
Михайло Семенович Зо́тов (нар. 27 вересня 1915 — 15 вересня 2012) — радянський державний діяч, фінансист, банкір. Ветеран Німецько-радянської війни. Брав участь у підготовці та проведенні грошових реформ 1947 і 1961 років. Його ідеї лягли в основу банківської реформи в СРСР кінця 1980-х років, що прислужилася створенню на пострадянських теренах мережі комерційних банків.

## Біографія

### До війни
Михайло Семенович Зотов народився 27 вересня 1915 року в селі Ягідне Ставропольського повіту Самарської губернії.
Здобувши середню освіту, закінчує Куйбишевський планово-економічний інститут. У 1935 році направлений на роботу в Казахстан, в Кегенський район Алма-Атинській області. За три роки він стає керівником ревізійного апарату Правління Держбанку СРСР при Казахстанській конторі Державного банку.

### Війна
Незважаючи на наявність «залізної броні», що звільняла від призову в армію, на третій день війни Михайло з'явився до місцевого військкомату, наполігши на добровільному призові в армію.
Фронтовик, служив у складі легендарної 316-ї «Панфіловської» стрілецької дивізії, а також в інших підрозділах.
Був важко поранений. Удостоєний бойових нагород: орденів Вітчизняної війни І та ІІ ступеня, Червоної Зірки, ордена маршала Г. К. Жукова «За справу і вірність», ордена Олександра Невського; медалей «За перемогу над Німеччиною», «За оборону Москви», «За визволення Білорусі», «65 років Перемоги над Німеччиною» та інших.

### Після війни
Після демобілізації Михайло Семенович з'явився за місцем колишньої служби — в Держбанк СРСР.
1945–1946 — заступник керуючого Московською міською конторою Держбанку
1946–1950 — начальник Управління касових операцій Держбанку СРСР. Разом із заступником Голови Ради Міністрів СРСР Косигіним (у той час), міністром фінансів Звєрєвим, Головою Правління Держбанку Гольовим Михайло Зотов бере участь у підготовці та проведенні грошової реформи 1947 року.
Вересень 1950–1954 — керуючий Ленінградською міською конторою Держбанку СРСР, однією з найбільших у країні.
1954–1959 — заступник Голови Правління Держбанку СРСР. Йому був доручений грошовий обіг країни.
1959–1973 — керуючий новоутвореною на той час Російською конторою Держбанку СРСР (самостійний банк Російської Федерації з функціями Державного банку).
1973–1987 — голова Правління Будбанку СРСР. З ініціативи М. С. Зотова покладено початок створенню інноваційних та комерційних (акціонерних) банків у Москві і Ленінграді. Під керівництвом тодішнього Голови Ради Міністрів СРСР М. І. Рижкова та голови Будбанку Зотова у 1980-х роках був запущений механізм радянської банківської реформи.
1987–1989 — голова Правління Промбудбанку СРСР.
За час роботи Михайло Семенович Зотов був особисто знайомий і знаходився в тісному контакті з усіма керівниками країни: Сталіним, Косигіним, Черненко, Булганіним, Хрущовим, Горбачовим, Андроповим, Брежнєвим, Тихоновим, Рижковим, Єльциним, Путіним та іншими.
У 1989 році вийшов на пенсію.

### На пенсії
Після виходу на пенсію М. С. Зотов був радником керівників низки комерційних банків. Зокрема — радником голови правління Темпбанку (Москва).
Загалом фінансист пропрацював у банківській сфері понад 75 років.

## Депутатська діяльність
М. С. Зотов тричі обирався депутатом Верховної Ради РРФСР і двічі — депутатом Лєнсовєта. Був делегатом з'їздів КПРС. Брав участь у роботі практично всіх з'їздів Асоціації російських банків (АРБ).

## Праці друком
Михайло Зотов — автор науково-економічних праць, а також власної книги мемуарів.
- Зотов М. С. Инвестиционный комплекс в условиях интенсификации советской экономики. — М.: Знание, 1986. — 80 с.
- Зотов М. С. Я — банкир. От Сталина до Путина. — М.: РУСАКИ, 2004. — 472 с. — ISBN 5-93347-120-8.

## Нагороди
- два ордени Леніна
- орден Вітчизняної війни I ступеня
- орден Вітчизняної війни II ступеня
- орден Червоної Зірки
- орден Жовтневої Революції
- два ордени Трудового Червоного Прапора
- орден «Знак Пошани»
- орден маршала Г. К. Жукова «За діло і вірність»
- орден Олександра Невського
- медалі:
  - «За перемогу над Німеччиною»
  - «За оборону Москви»
  - «За визволення Білорусі»
  - інші.

Персональне звання «Державний радник фінансової служби третього рангу» (4 листопада 1950).